# Point Reyes National Seashore

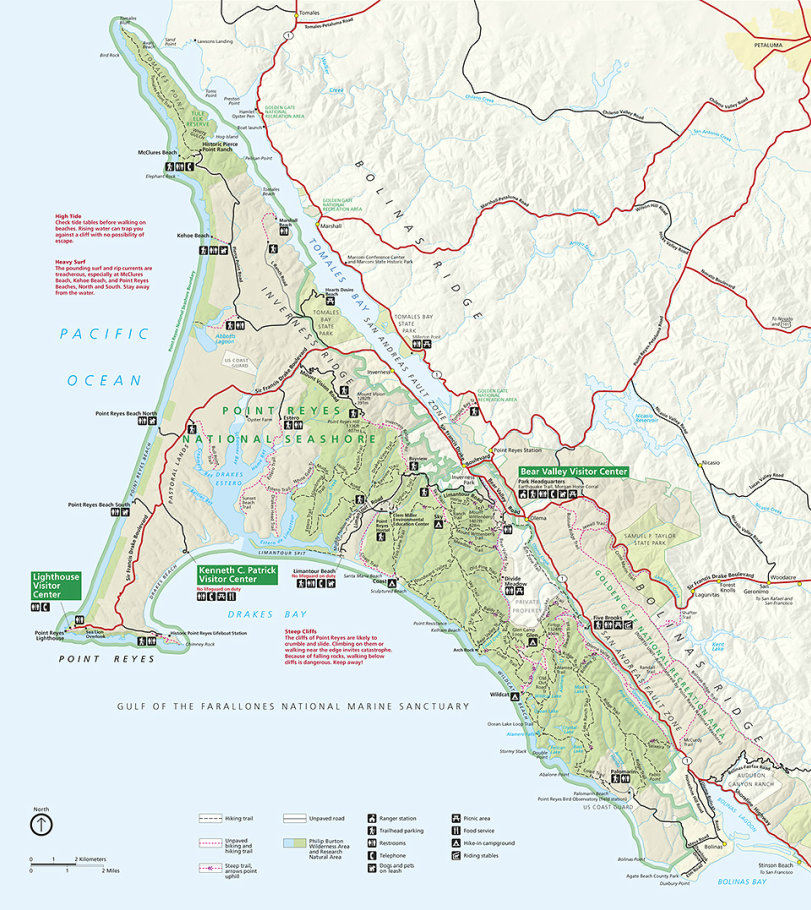
Kaart van de Point Reyes National Seashore.

De Point Reyes National Seashore is een 287,44 km² groot natuurreservaat op het schiereiland Point Reyes in het westen van Marin County, in de Amerikaanse staat Californië. Het gebied werd in 1962 uitgeroepen tot een National Seashore, waarmee het onder de bescherming van de National Park Service kwam. Met name om de traditionele ranchlandbouw en oesterkwekerijen toe te staan, werd Point Reyes erkend als National Seashore en niet als National Park, waar commerciële landbouw verboden is.
De streek is een toeristische trekpleister van Noord-Californië en staat bekend als wandelgebied. Het Bear Valley Trail is het populairste wandelpad. Er zijn ook veel strandwandelingen mogelijk. Point Reyes is bovendien het westelijke uiteinde van Amerika's enige transcontinentale wandelpad, het American Discovery Trail. Ook zeekajakken en vogelen zijn populaire activiteiten.
De Point Reyes National Seashore grenst in het zuidoosten aan de Golden Gate National Recreation Area, alsook aan het kleine Tomales Bay State Park aan weerszijden van de Tomales-baai.

## Geologie

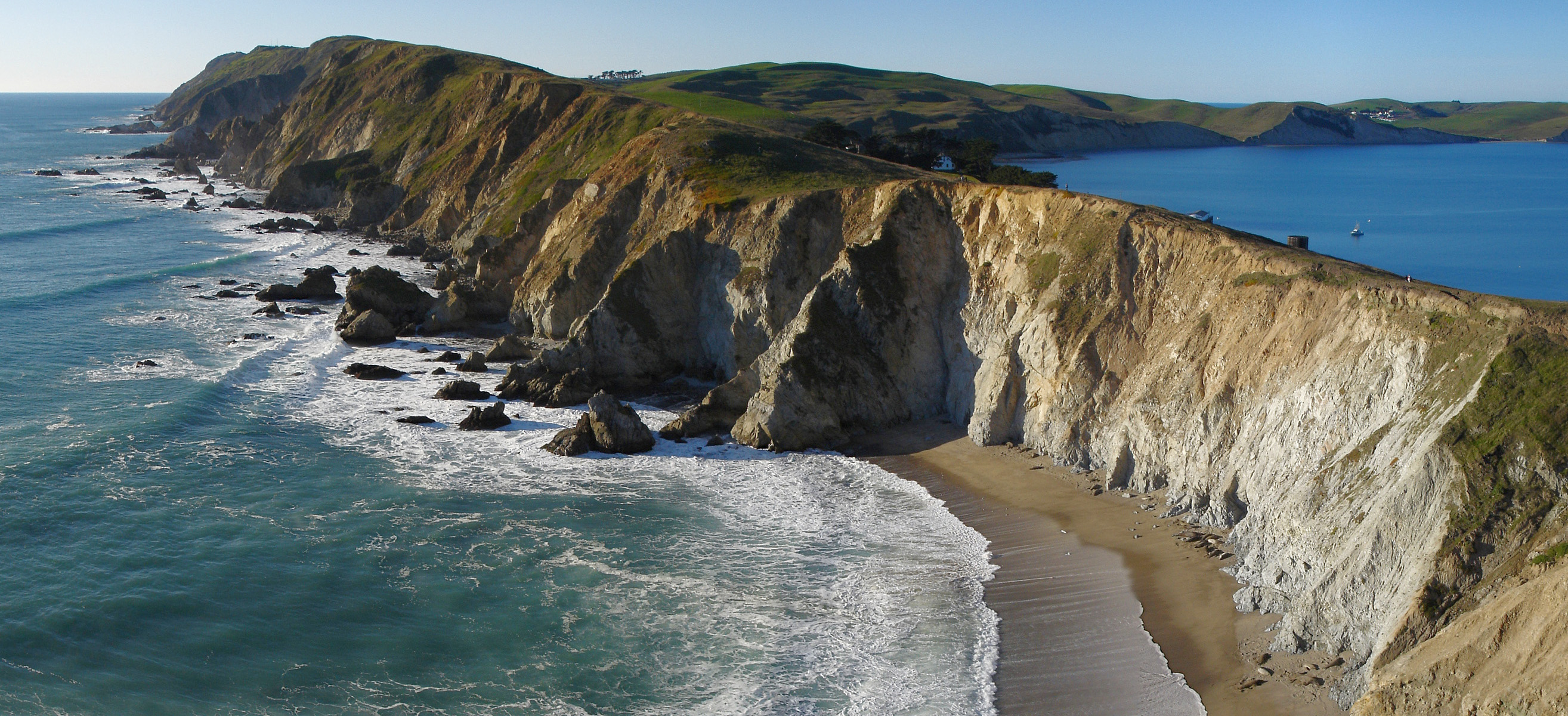
Zicht op de Point Reyes-kaap van op het Chimney Rock Trail

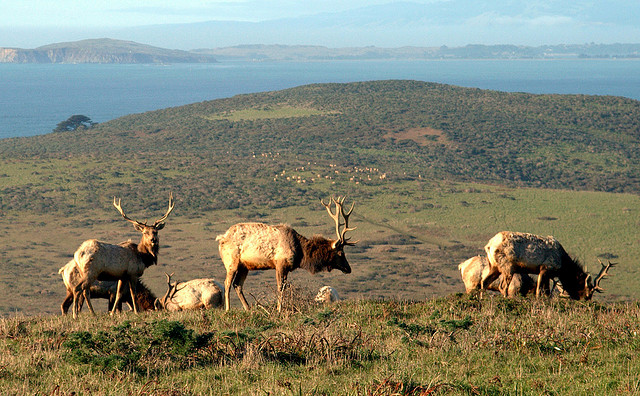
Tule-wapiti (Cervus canadensis ssp. nannodes)

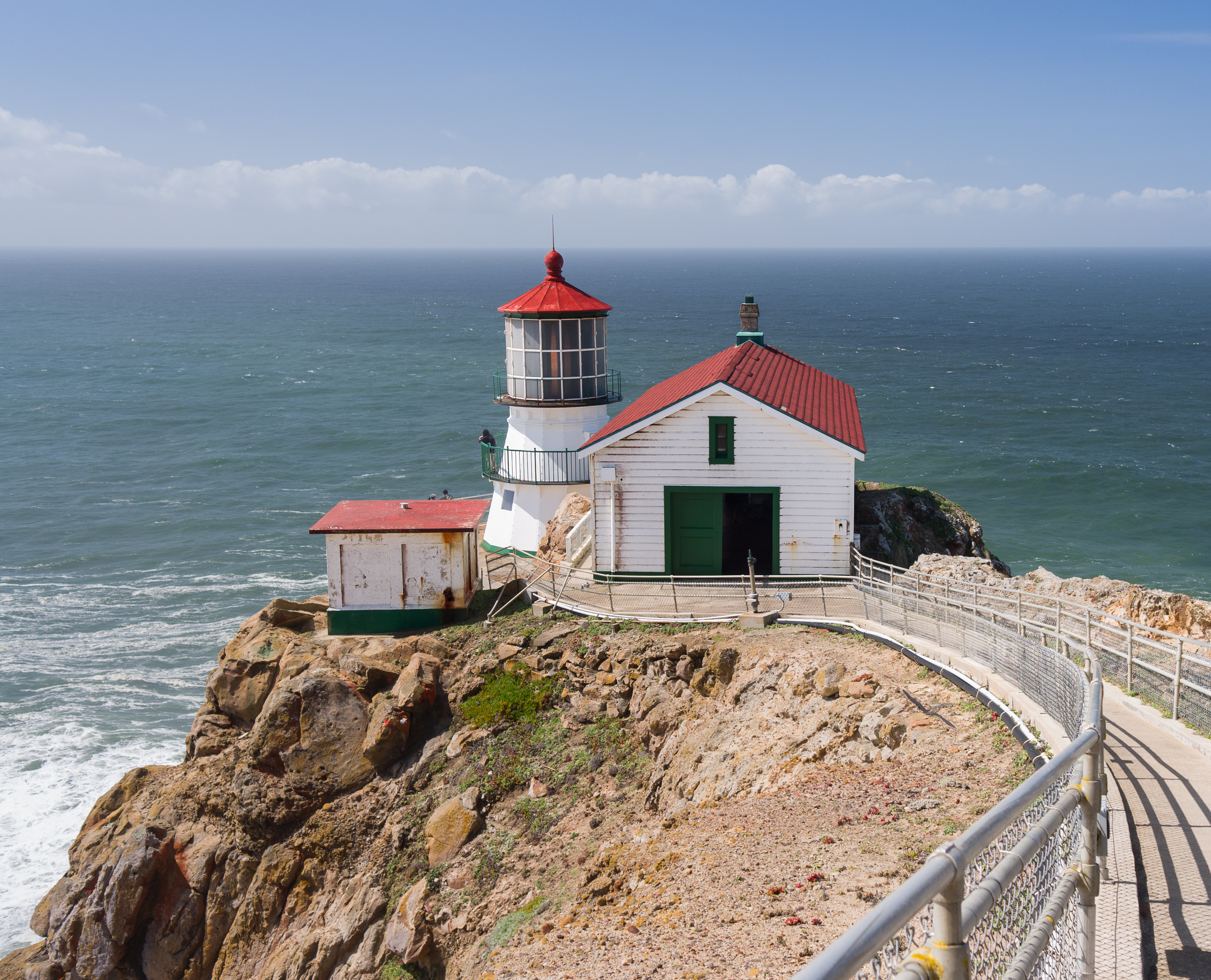
Point Reyes Lighthouse

Het schiereiland Point Reyes is een duidelijk afgebakend gebied dat geologisch gescheiden is van de rest van Marin County en van de hele continentale Verenigde Staten door een rift van de San Andreasbreuk, waarvan ongeveer de helft onder het zeeniveau ligt. Het schiereiland en het vasteland worden deels van elkaar gescheiden door Tomales Bay in het noordoosten en de Bolinas Lagoon in het zuidoosten. Point Reyes ligt op de Pacifische Plaat, terwijl de rest van Marin op de Noord-Amerikaanse Plaat ligt.

## Fauna en flora
Door de grote diversiteit aan habitats in de Point Reyes National Seashore komen er in het park meer dan 45% van de Noord-Amerikaanse vogelsoorten en bijna 18% van de Californische plantensoorten voor. Het reservaat herbergt 38 bedreigde soorten. Point Reyes is de enige plaats waarvan bekend is dat de bedreigde Chorizanthe valida, uit de duizendknoopfamilie, er voorkomt.

### Flora
De Point Reyes National Seashore ligt in de ecoregio California interior chaparral and woodlands, maakt deel uit van de California Floristic Province en heeft een mediterraan klimaat. Er zijn bossen van Coast Douglas-fir (Pseudotsuga menziesii var. menziesii), met daarin ook Quercus agrifolia, Notholithocarpus densiflorus en Umbellularia californica. Waar de bossen nog intact zijn, staan er douglassparren die meer dan 300 jaar oud zijn en een diameter van 1,8 meter hebben. De inheemse bevolking, de Coast Miwok-indianen, lieten geregeld stukken bos afbranden om de wildpopulatie te verhogen. Door de neergang van de indianennederzettingen vanaf de 17e eeuw, nam de frequentie van de branden af en groeiden de bossen terug.
In de noordelijke helft van het park komen bossen van bishopden (Pinus muricata) voor. Langs de kust domineren het invasieve Europese helmgras (Ammophila arenaria), de hottentotvijg (Carpobrotus edulis) uit Zuid-Afrika en de Europese zeeraket (Cakile maritima). Net landinwaarts vindt men Californische kustprairie met een aantal inheemse grassen, alsook rangeland, uitgestrekte begraasde weilanden met een voornamelijk inheemse vegetatie, en northern coastal scrub, struikgewas met onder andere Baccharis pilularis. Er komen zoete, brakke en zoute draslanden voor langs Drakes Estero en Abbotts Lagoon. Ten slotte zijn er intertidale en sublittorale vegetaties.

### Fauna
Er zijn meer dan 80 soorten zoogdieren, 85 soorten vissen en 29 soorten reptielen en amfibieën vastgesteld in het park, alsook duizenden soorten ongewervelden. Er zijn 490 vogelsoorten – bijna de helft van het totaal voor Noord-Amerika – waargenomen in Point Reyes. Enkele grote landzoogdieren in het park zijn tule-wapiti (Cervus canadensis ssp. nannodes), damhert (Dama dama) (niet-inheems), coyote (Canis latrans), rode lynx (Lynx rufus), bergleeuw (Puma concolor) en zwarte beer (Ursus americanus). Er leven verschillende walvisachtigen en andere zeezoogdieren in en rond Point Reyes, waaronder de zeeolifant (Mirounga angustirostris).